# Réserve naturelle régionale des terres et étangs de Brenne, Massé, Foucault
La réserve naturelle régionale des terres et étangs de Brenne, Massé, Foucault (RNN282) est une réserve naturelle régionale (RNR) située en Brenne, dans le département de l'Indre (région Centre-Val de Loire).
La réserve fut créée le 17 octobre 2014, pour une superficie de 319,19 ha,,.

## Géographie

### Localisation
La réserve naturelle est située dans l’Indre (ouest du département), en région Centre-Val de Loire.
Elle se trouve intégré dans une petite partie du parc naturel régional de la Brenne.
Elle est implantée au nord de la commune de Rosnay. Son altitude est comprise entre 96 m et 110 m. Le site est à proximité du centre de transmissions de la Marine nationale.

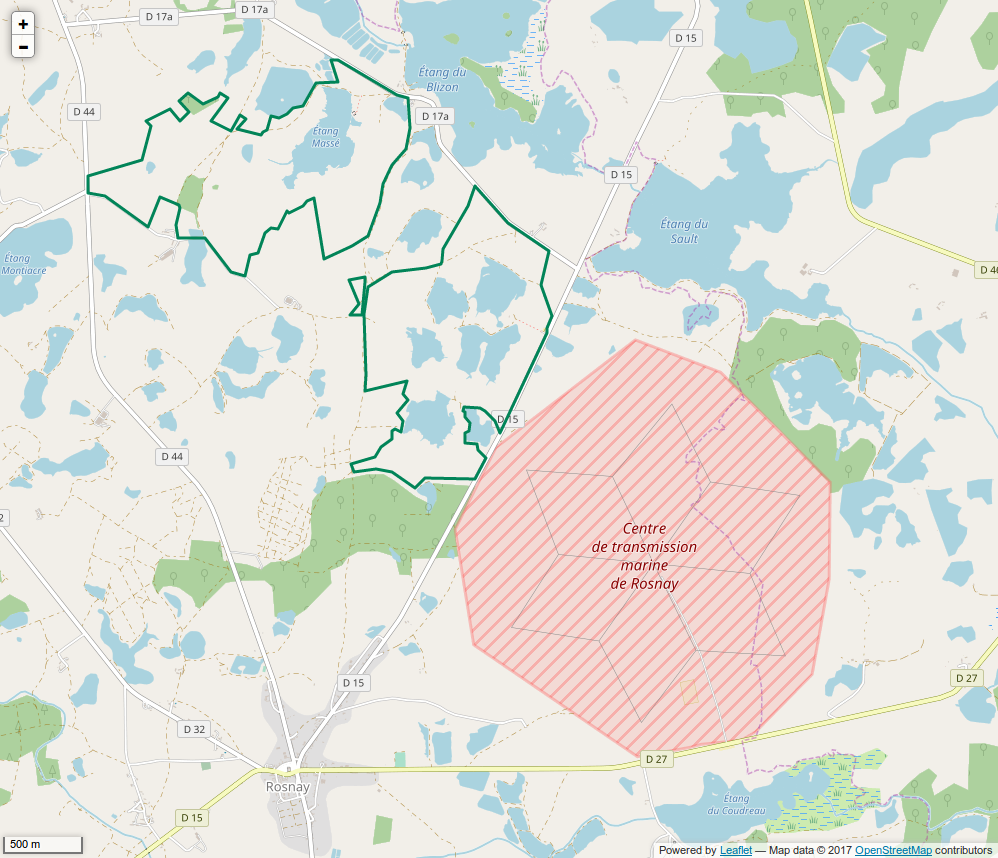
Périmètre de la réserve naturelle.

## Toponymie
Massé et Foucault sont les noms de deux étangs de cette zone.

### Géologie
Le site est constitué d'étangs, prairies, landes, brandes, boisements et de 5 buttons. 
On y dénombre 25 habitats naturels caractéristiques de la Grande Brenne (herbier à potamots, gazon amphibie à souchets, landes et prairies humides).

## Milieu naturel
La réserve naturelle est constituée de 19 étangs dont : Pifaudière, Thomas, Massé, Jacquet, Prairies, Bénismes, Barineau et Foucault. 

### Flore
Une forte diversité floristique existe.
Il a été observé 412 espèces de plantes dont la Gratiole officinale, la Caldésie à feuilles de parnassie, l'Étoile d’eau, l'Orchis à fleurs lâches, la Grassette du Portugal et la Gentiane des marais. On y trouve 9 plantes protégées au niveau régional : le Faux nénuphar, la Laîche de bohême, la Limoselle aquatique et 32 espèces d’intérêt local.

### Faune
Il a été observé 827 espèces dont 583 invertébrés, 8 amphibiens, 11 reptiles et 31 mammifères.
L’avifaune y est également riche avec 160 espèces d’oiseaux observées dont 87 espèces nicheuses (Nette rousse, Grèbe à cou noir, Échasse blanche, Petit gravelot, Loriot d’europe).
Le site bénéficie de la présence d’une des plus belles héronnières de Brenne, sur l’étang Massé qui accueillent de nombreuses espèces d’oiseaux pour la nidification et la migration. Les étangs Foucault et Bénisme jouent un rôle important en hiver, ils accueillent en effet plusieurs centaines d’oiseaux dont de grands rassemblements de sarcelles d’hiver et de vanneaux huppés.

## Histoire
La réserve a été créée le 17 octobre 2014,.
La région Centre a investi un budget de 564 146 euros, depuis 2010, ainsi réparti :
- acquisition de l’étang Thomas en octobre 2010 (293 299 euros) ;
- acquisition de l’étang Massé en octobre 2011 (190 000 euros) ;
- élaboration du plan de gestion en décembre 2011 et décembre 2012 (39 000 euros) ;
- réfection de l’étang Thomas en novembre 2013 (7 409 euros) ;
- empoissonnement des étangs en février 2014 (3 022 euros) ;
- acquisition de parcelles proches de l’étang Massé en mars 2014 (31 416 euros[6]).

## Gestion
La réserve est co-gérée par le parc naturel régional de la Brenne et le Conservatoire d’espaces naturels de la région Centre-Val de Loire.
Elle est constituée des propriétés de la Région, du Conservatoire, du Parc naturel régional, de la commune de Rosnay (chemins communaux) et d'Alexandra Audoin et Laurence Malpel (propriétaires exploitantes installées à « Bois retrait »).
Elle bénéficie d’un partenariat avec six éleveurs et des pisciculteurs locaux.

### Outils et statut juridique
Un comité consultatif composé de 36 membres représente la région Centre-Val de Loire.